# Herb Prowincji Pomorze

Herb Prowincji Pomorze, forma wielka

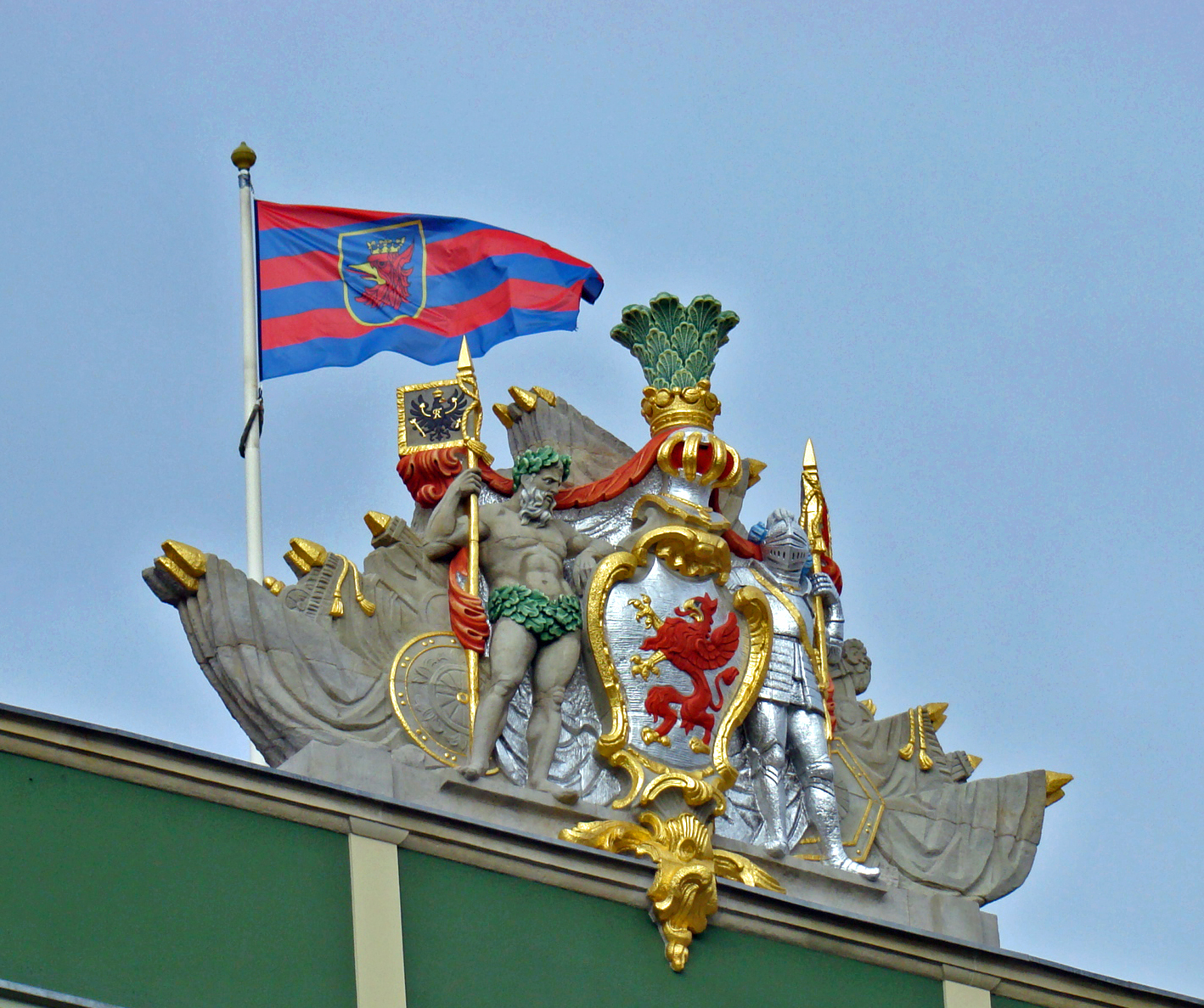
Kartusz z herbem daw. Prowincji Pomorze, Urząd Miejski w Szczecinie

Herb Prowincji Pomorze – jeden z symboli Prowincji Pomorze, jednostki administracyjnej państwa pruskiego, a potem zjednoczonych w XIX w. Niemiec (do 1945 r.).

## Historia i symbolika
Przyjęty w 1881 r. przez władze pruskie, przedstawiał jako godło zwróconego w prawo czerwonego gryfa bez korony na srebrnej (tynktura) tarczy. W 1929 r. gryf był modernizowany i obwiązywał do końca II wojny światowej. Tarczę herbową na postumencie podtrzymują dziki mąż oraz rycerz, nad którą znajduje się hełm prętowy z labrami zwieńczony klejnotem w formie pawich piór. Dodatkowo dziki mąż trzyma w prawej dłoni włócznię z chorągwią, na której widnieje mały herb Prus a rycerz trzyma włócznię w lewej dłoni na której widnieje mały herb prowincji.
Trzymacze heraldyczne, korona i hełm były używane we wszystkich prowincjach pruskich.